# Gustavo Urrutia González
Gustavo Urrutia González (Valladolid, 24 de juliol de 1890 -Madrid, octubre de 1959) va ser un militar espanyol.

## Biografia
Militar professional, pertanyia a l'arma de cavalleria. El juliol de 1936 es trobava destinat en el regiment de cavalleria «Castillejos» n. 9, amb el rang de tinent coronel, ocupant el lloc de segon cap de la unitat. Implicat en la conspiració militar contra la República, després del començament del cop d'estat es va unir a la revolta. Amb posterioritat a l'esclat de la Guerra civil, Urrutia s'adjudicaria el paper d'autèntic «home fort» en la revolta del regiment.
Es va posar al capdavant d'una columna composta sis-cents requetés navarresos amb la qual es va dirigir a Osca per alleujar el setge republicà sobre la ciutat. Urrutia va arribar a manar un dels sectors franquistes del Front d'Aragó. Posteriorment va ser nomenat comandant de la 51a Divisió, que cobria el front d'Osca, intervenint l'auxili del setge d'Osca. Més endavant acudiria amb les seves forces al capdavant de Jaca, per reforçar les defenses franquistes en aquest sector enfront de l'ofensiva republicana. En la primavera de 1938, Urrutia va intervenir amb la seva unitat en la ruptura del front d'Aragó, i a la fi d'any participaria en l'ofensiva de Catalunya.
Després del final de la contesa seria nomenat comandant de la Divisió de Cavalleria, i de 1950 a 1953 fou capità general de la III Regió Militar. Durant el seu mandat fou reformat el claustre gòtic del Convent de Sant Doménec (València). En 1954 fou nomenat president del Consell Suprem de Justícia Militar.